# Paspalidium scabrifolium
Paspalidium scabrifolium är en gräsart som beskrevs av Stanley Thatcher Blake. Paspalidium scabrifolium ingår i släktet Paspalidium och familjen gräs. Inga underarter finns listade i Catalogue of Life.